# Пси² Возничего
Пси² Возничего (лат. ψ² Aurigae), 50 Возничего (лат. 50 Aurigae), HD 47174 — тройная звезда в созвездии Возничего на расстоянии приблизительно 373 световых лет (около 114 парсеков) от Солнца.

## Характеристики
Первый компонент — оранжевый гигант или сверхгигант спектрального класса K2III, или K3III, или K3Iab:. Видимая звёздная величина звезды — +4,82m. Радиус — около 25,31 солнечных, светимость — около 225,219 солнечных. Эффективная температура — около 4445 К.
Второй компонент удалён на 52,5 угловых секунды. Видимая звёздная величина звезды — +10,6m.
Третий компонент удалён на 99,4 угловых секунды. Видимая звёздная величина звезды — +11,3m.